# 黑叶金星蕨
黑叶金星蕨（学名：Parathelypteris nigrescens）为金星蕨科金星蕨属下的一个种。

## 扩展阅读
- 維基物種上的相關：黑叶金星蕨